# Opinião pública
Opinião pública é a expressão da participação popular na criação, controle, execução e crítica das diretrizes de uma sociedade. É também designada por senso comum, em que se inserem as ideias consideradas corretas pela maior parte da sociedade, que seguem um padrão ético-moral que é subjetivo segundo a sua cultura, condições sociais e, em alguns casos, sua religião. Quando se diz, por exemplo: "A opinião pública está pressionando o governo", significa que a sociedade civil, geralmente através da comunicação social, expressa uma posição de pressão ao governo. É, portanto, o comportamento que a maioria de uma sociedade toma em relação a algum assunto.
No campo político, é controvertido o conceito de opinião pública e o seu papel nos governos. As obras sobre a democracia do século XX não são unânimes quanto ao seu significado e à sua função. Na antiguidade, os gregos e os romanos empregavam locuções semelhantes para o termo: os romanos falavam em "consensus populi" em um sentido puramente jurídico. Nem gregos, nem romanos usaram o termo em sua presente acepção política. A expressão "Vox populi, vox Dei" ja era utilizada pelos filósofos na Idade Média e, mais tarde, em "Discursos", Maquiavel comparou a voz do povo à voz de Deus. No século XVIII, Alexander Pope escreveu: "É estranha a voz do povo; é e não é a voz de Deus". Mas, 'opinião pública' em seu sentido sociológico surgiu na linguagem da Europa Ocidental introduzida pela França, onde Jean-Jacques Rousseau a usou, pela primeira vez, às vésperas da revolução
No início do século XIX, várias circunstâncias se aliaram para dar ao termo um conceito especial, como a prevalência da sua eficiência na vida política; o estágio primário de desenvolvimento de disciplinas como psicologia, sociologia, antropologia; o alcance gradual da crítica política publicamente expressa o bar, o café e o salon ingleses e franceses como palcos da discussão pública de assuntos sujeitos a controvérsia; além de instrumentos como constituições que defendiam, por exemplo, as liberdades civis.

## História da Opinião Pública
Em 1922, Walter Lippmann escreveu Opinião Pública, que rapidamente se tornou um clássico. Temas abordados pioneiramente pelo autor, quando o fenômeno da opinião pública emergia numa sociedade democrática, reaparecem, periodicamente sob outras denominações, vinculados a outros temas. Como, por exemplo, o conceito de estereótipo, que é de grande importância na formação da opinião pública. Pelas palavras do autor “Aqueles aspectos do mundo exterior que têm a ver com o comportamento de outros seres humanos, na medida em que o comportamento cruza com o nosso, que é dependente do nosso, ou que nos é interessante, podemos chamar rudemente de opinião pública. As imagens na cabeça destes seres humanos, a imagem de si próprios, dos outros, de suas necessidades, propósitos e relacionamentos, são suas opiniões públicas. Aquelas imagens que são feitas por grupos de pessoas, ou por indivíduos agindo em nome dos grupos, é Opinião Pública com letras maiúsculas.”
Como explica Samuel Mateus em " A Estrela (de)Cadente- uma breve história da Opinião Pública" (2008), "o conceito de Opinião Pública esta foi invocado com persistência de maneira muito precisa, no contexto das sociedades liberais de pendor democrático. O modelo liberal constitui o primeiro grande entendimento de opinião pública concebida de forma substantivada: uma Opinião Pública maiúscula, instância entre a sociedade civil e o Estado."
"A opinião pública liberal (burguesa) constitui-se como força moral e crítica sobre a sociedade e o Estado ou qualquer outro poder em geral. A opinião pública política fundamenta-se na esfera privada, mais propriamente na sociedade civil, e é constituída pelos indivíduos particulares reunidos em público que fazem ouvir a sua voz através de uma comunicação política expressa como opinião pública, tida esta como produto do raciocínio público sobre os assuntos públicos. Dado que cada um possui a sua aspiração privada, pelo que é na defesa dos interesses de cada um que publicamente se pode atingir a harmonia e o bem-estar social. O seu pressuposto é que somente do diálogo e do debate públicos pode a verdade assomar aos homens e guiar os cidadãos na identificação e no solucionamento dos problemas da sociedade. A opinião pública surge de uma reabilitação pública da doxa na medida em que, erigida em fundamento de legitimidade da acção governamental, requer que a opinião de cada subjectividade seja considerada igual perante todas as restantes. 
A teoria liberal da opinião pública é, assim, uma teoria do público e da sua liberdade constitutiva em expressar os seus pontos de vista, em discutir os temas e em avaliar criticamente os actos do poder político" 

## Definição de opinião
A notícia existe por meio de um processo de transformação: os media transformam (moldam) a notícia de acordo com as características pré-estabelecidas do suposto receptor. Este, o receptor, cria, em função de desejos, personalidades e credos, sua interpretação em relação ao facto noticiado. A opinião pública é criada a partir do agrupamento das interpretações dos receptores. Num sentido mais amplo, a opinião está ligada à crença na qual o indivíduo se baseia para criar conclusões e pontos de vista. 
A opinião, resumidamente, reúne elementos heterogêneos em diversas combinações e resulta em julgamentos reflexivos. Já a opinião pública é baseada pela comunicação social numa espécie de agrupamento homogêneo de crenças, ideais e opinião. Para atingir a opinião pública, o consenso geral, a estrutura mediática aposta em valores comuns à maioria, como o repúdio à corrupção, o apelo ao sofrimento humano perante às tragédias ou a admiração por valores assumidamente honestos.
Contrato de Comunicação Mediático -> Espaço Público de Informação
A opinião privada e pública protagonizam um movimento centrífugo e centrípeto. Ambas precisam se mesclar para se formarem, numa troca constante que cria e se refaz ao longo do tempo.
Para desenvolver o conceito de opinião pública, intrinsecamente ligado ao de espaço público, Patrick Charaudeau faz uma comparação com a história da linguagem.

## Discursos de representação
As práticas sociais são a força-motriz das representações, e vice-versa, atribuindo-lhes valores que tendem a confirmá-las ou modificá-las. 
A mídia tem o poder de influenciar através do saber fazer, do fazer pensar e do fazer sentir, tendo importância fundamental a ordem do discurso que por ela é reproduzida.

## Lugar de discurso dosMedia

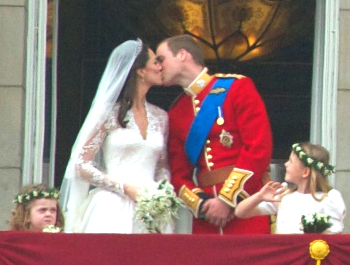
William e Katherine Middleton se beijam na sacada do Palácio de Buckingham

Os discursos dos media têm a capacidade de influenciar o comportamento dos grupos socias. Recentemente, pôde ser observado no Brasil algo do gênero com o interesse de parte da população no casamento do príncipe britânico William e Catherine Middleton. Com a cobertura do evento da realeza por parte da comunicação social, os brasileiros passaram a se sentir mais próximos dos ingleses e dos fatos que antecederam e sucederam o casamento, mesmo que fatores culturais como, por exemplo, a identidade nacional, abranjam diferenças consideráveis entre os dois países. Com isso, temos que o lugar de discurso dos media, onde a população toma referências e ideias, pode ser moldado de acordo com a finalidade de atrair, e assim gerar audiência para assuntos aparentemente incongruentes com a tradição de determinada sociedade.

## Bem individual x coletivo
Tal discussão está intrinsecamente ligada à de espaço público. O início da polêmica ocorreu a partir da polis grega, que dividiu a coisa pública da privada, e a civitas romana, criadora do conceito de bem comum, que estará ligado ao poder. Durante o Renascimento, a esfera pública, pertencente ao contexto monárquico, tornou-se numa questão burguesa. Na atualidade, ela é principalmente um espaço de discussão de cidadania, relacionando-se à noção de opinião pública. Bem individual e coletivo são, dessa forma, objeto comum.
A partir disso, a fragilidade da dicotomia individual-coletivo ou público-privado foi ainda mais acentuada com o desenvolvimento de novos media. Certamente, a TV teve um papel de destaque. Georges Balandier discute sobre “a palavra enfraquecida, o oculto que se torna manifesto a cada instante sob o regime do tudo visível”. No entanto, para Patrick Charaudeau, a comunicação social não se apodera do espaço público para influenciar a opinião pública, mas apenas dão espaço à publicização daquele.

## Discurso circulante
Segundo Patrick Charaudeau, "O discurso circulante é uma soma empírica de enunciados com visada definicional sobre o que são os seres, as ações, os acontecimentos, suas características, seus comportamentos e os julgamentos a eles ligados". O discurso circulante, portanto, é capaz de gerar expressões, máximas e ditados populares que expõe como funciona internamente a cultura de um grupo.
Pode-se observar algumas funções importantes relativas ao discurso circulante:
- Instituir poder e contrapoder. Sendo o poder trazido através de um discurso de uma voz considerada superior à população em geral, já o contrapoder vem através de grupos organizados que tentam contestar a ordem vigente, reivindicar direitos;
- Regular o cotidiano social, feita por discursos que definem os comportamentos da vida em sociedade;
- A dramatização é uma função trazida por discursos que refletem os dilemas da vida, muitas vezes trazendo superstições e folclores para justificar o errante destino do homem.

Um determinado discurso circulante pode manter em evidência fatos polêmicos, gerando assim uma discussão cotidiana a respeito de determinados casos cobertos pela imprensa. Um exemplo disso pode ser visto através do uso da expressão "tudo vai acabar em pizza". Essa expressão teve origem nos estúdios da rádio Gazeta AM, onde o jornalista esportivo Milton Peruzzi a utilizou para relatar o resultado das "acaloradas" reuniões de conselho do Palmeiras, em que após o término das reuniões, os conselheiros, exaustos e famintos, partiam para uma pizzaria de forma totalmente tranquila, como se nada houvesse ocorrido. Posteriormente esse termo começou a ser utilizado pela imprensa para se referir aos casos de corrupção que acabavam sem solução.
A imprensa tem, portanto, a capacidade de trazer à tona discussões que poderiam passar despercebidas pela população, ao criar uma expressão que pode cair prontamente no gosto popular, em que também, muitas vezes, transcende e expande o uso e significado original da expressão. Observamos que as pressões populares dificilmente aconteceriam sem a influência da imprensa, que exerce plenamente o seu papel de “quarto poder”, mostrando os passos de uma dada discussão, as pessoas públicas e suas opiniões sobre o objeto de discussão, e desta forma molda novas ideias para a opinião e esfera pública.